# Nicolaus von Below

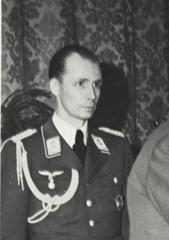
Nicolaus von Below (1941)

Georg Ludwig Heinrich Nicolaus von Below (* 20. September 1907 auf Gut Jargelin, Landkreis Greifswald, Provinz Pommern, Königreich Preußen, Deutsches Reich; † 24. Juli 1983 in Detmold), deutscher Oberst der Luftwaffe, war von 1937 bis 1945 persönlicher Luftwaffenadjutant von Adolf Hitler.

## Familie
Er war der Sohn des Obersts der Preußischen Armee und chilenischen Oberstleutnants Günther von Below (1868–1933) und dessen entfernter Cousine Mathilde von Below (1875–1937). Nicolaus heiratete am 26. Juni 1937 auf Gut Nienhagen Maria Kühne (* 12. September 1918 in Magdeburg, † 20. August 1999 in Göttingen), Tochter der Gutsbesitzer Stephan Kühne und Barbara Kühne geb. Bennecke. Das Ehepaar hatte einen Sohn und drei Töchter.

## Militärischer Werdegang
Below war 29 Jahre alt, als Hermann Göring ihn ab 16. Juni 1937 zu Hitlers persönlichem Luftwaffenadjutanten machte. Dieses Kommando behielt Below bis zu Hitlers Tod am 30. April 1945. Belows letzte offizielle Handlung war am 29. April 1945 um vier Uhr morgens im Führerbunker seine Unterschrift als Zeuge unter Hitlers privatem Testament – neben den Unterschriften von Martin Bormann und Joseph Goebbels.

Um die Mittagszeit des 29. April erbat Below von Hitler die Erlaubnis, den Bunker verlassen zu dürfen. Dieser willigte sofort ein und sagte, er solle sich zu Großadmiral Dönitz begeben. Dieses Ziel erreichte Below nicht. Zusammen mit dem Burschen der Adjutantur Heinz Mathiesing verließ er den Bunker um Mitternacht des 29. April 1945, nachdem er noch an der abendlichen Lagebesprechung teilgenommen hatte. Nach verschiedenen Zwischenstationen schrieb er sich in Bonn als Jurastudent ein und wohnte in Bad Godesberg. Am 7. Januar 1946 wurde er von den Briten im Hörsaal verhaftet. In Kriegsgefangenschaft wurde er von dem Historiker Hugh Trevor-Roper befragt, der später ein Buch über Hitlers letzte Tage schrieb. Um die Beugehaft zu beenden und bessere Haftbedingungen für sich zu erreichen, erzählte er diesem etwas über einen angeblichen Befehl Hitlers, den er Keitel überbringen sollte. 

„Es hat mir später nicht geringes Vergnügen bereitet, in Trevor-Ropers Buch „The Last Days of Hitler“ (1947) den Quatsch über Hitlers Auftrag an mich zu lesen, Keitel eine geheime Botschaft zu überbringen.“

Below wurde 1948 nach Nürnberg in den Zeugenflügel des Gerichtsgefängnisses bei den Nürnberger Prozessen verlegt und machte dort eine entlastende Aussage im OKW-Prozess zugunsten von Generalfeldmarschall Sperrle. Nach der Entnazifizierung und seiner Entlassung aus dem britischen Internierungslager Adelheide in Delmenhorst am 14. Mai 1948 lebte er in Norddeutschland.
Im Jahr 1983, auf dem Höhepunkt der Affäre um die gefälschten Hitler-Tagebücher, äußerte er Zweifel an deren Echtheit.
Seine Erinnerungen veröffentlichte er im Jahr 1980.

## Bilder

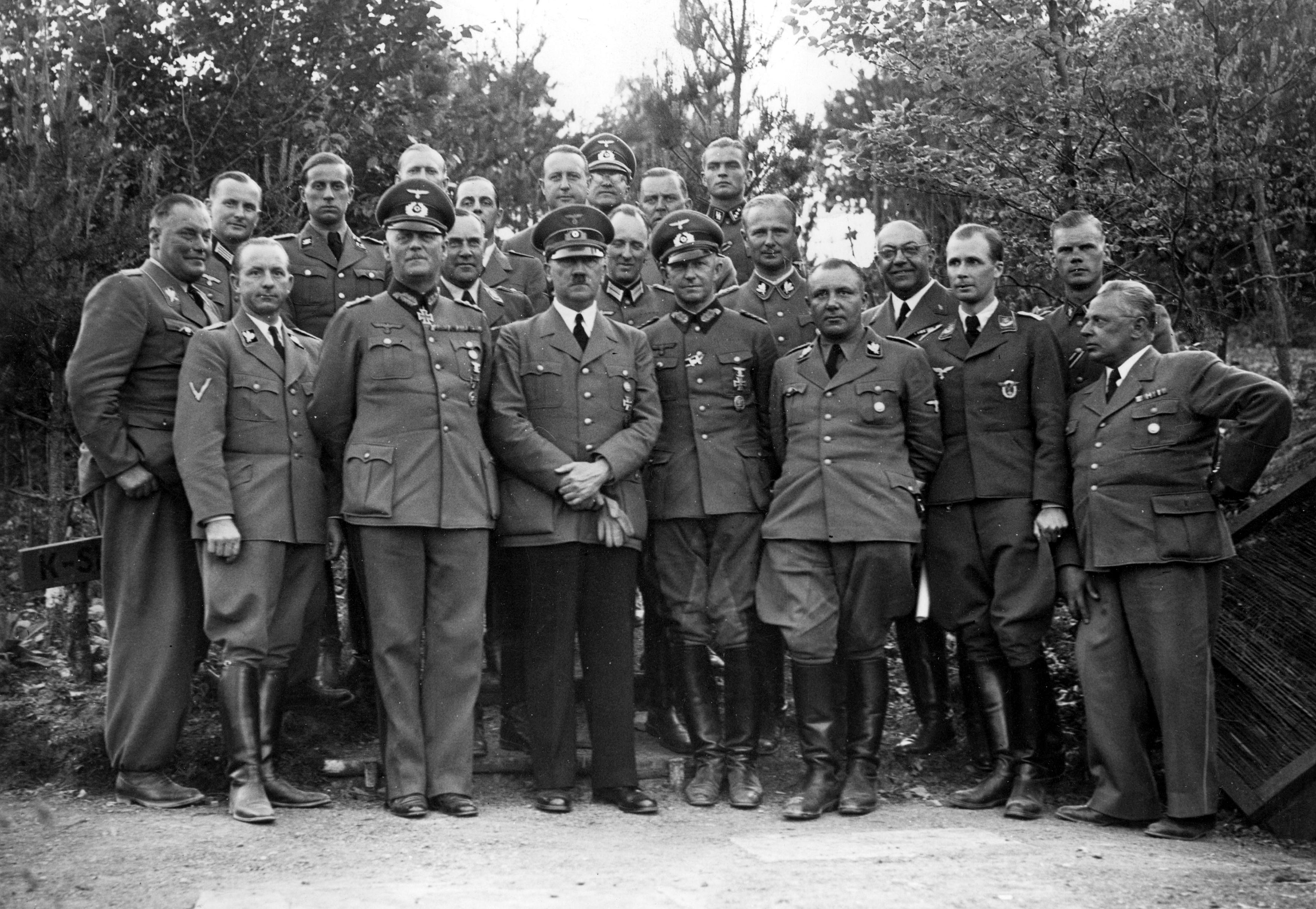
Gruppenfoto des Stabes von Hitler im Führerhauptquartier Felsennest (1940). Below ist der Dritte von rechts.
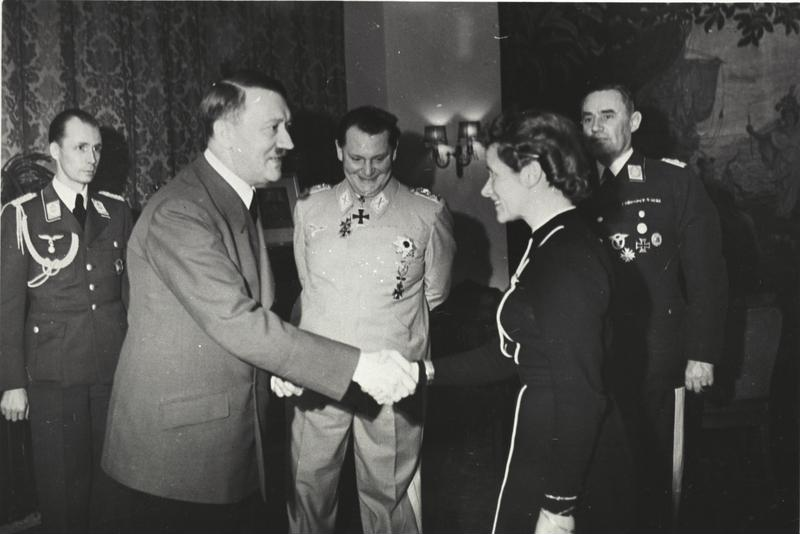
Hanna Reitsch bei Hitler (1941). Below als Adjutant links.
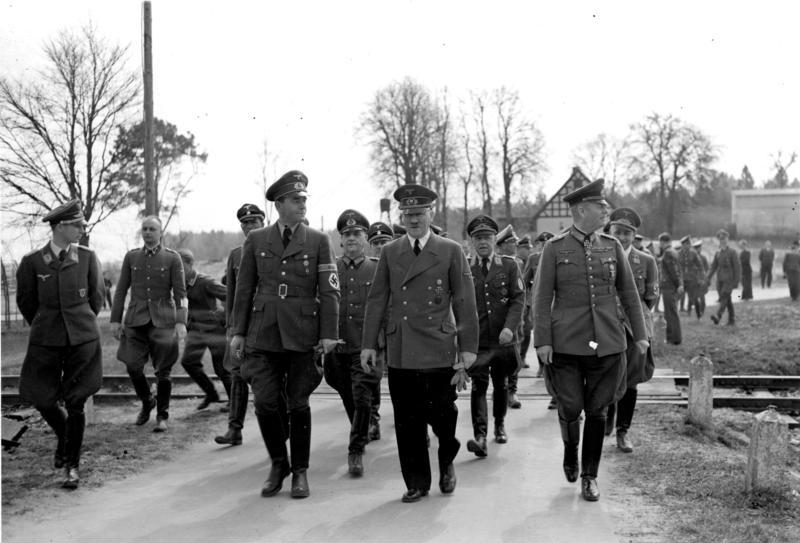
Speer, Hitler, Keitel bei einem Spaziergang (1942). Below ganz links.